# Svjetska liga u vaterpolu 2008.
Svjetska liga u vaterpolu 2008. sedmo je izdanje ovog natjecanja. Završni turnir se igrao u Genovi u Italiji od 16. do 22. lipnja. U kvalifikacijama su ispali Alžir, Maroko, Tunis, Japan, Novi Zeland, Iran, Hrvatska, Rusija i Rumunjska. Na završnom turniru do borbe za odličja nisu dogurale Španjolska, Italija, Kina, Kanada, Grčka i Egipat. Srbija je obranila naslov.

## Završni turnir

### Poluzavršnica
| 1. momčad | Ishod | 2. momčad  |
| --------- | ----- | ---------- |
| Srbija    | 13:3  | Crna Gora  |
| SAD       | 11:10 | Australija |

### 3./4.
| 1. momčad | Ishod | 2. momčad  |
| --------- | ----- | ---------- |
| Crna Gora | 7:8   | Australija |

### 1./2.
| 1. momčad | Ishod | 2. momčad |
| --------- | ----- | --------- |
| Srbija    | 7:3   | SAD       |

| Pobjednici          |
| ------------------- |
| Srbija Drugi naslov |